# چم پیر
چم پیر، روستایی از توابع بخش باغ بهادران شهرستان لنجان در استان اصفهان است.

## جمعیت
این روستا در دهستان چم رود قرار دارد و براساس سرشماری مرکز آمار ایران در سال ۱۳۸۵، جمعیت آن ۲۳۶ نفر (۶۴خانوار) بوده‌است.